# Selenops petrunkevitchi
Selenops petrunkevitchi là một loài nhện trong họ Selenopidae.
Loài này phân bố ở Jamaica và lijkt daar tamelijk wijdverbreid.
Loài này thuộc chi Selenops. Selenops petrunkevitchi được G. G. Alayón miêu tả năm 2003.